# Potamididae
Famille
Les Potamididae (Potamides en français) sont une famille de mollusques gastéropodes. 
Ces espèces se rencontrent souvent dans les mangroves où elles vivent sur le sol boueux mais certaines montent dans les arbres.

## Liste des espèces
Selon World Register of Marine Species (5 novembre 2017) :
- genre Bittiscala Finlay & Marwick, 1937 †
- genre Cerithidea Swainson, 1840
- genre Cerithideopsis Thiele, 1929
- genre Dentimides Landau, da Silva & Heitz, 2016 †
- genre Diptychochilus Cossmann, 1908 †
- genre Pirenella Gray, 1847
- genre  Potamides Brongniart, 1810 †
- genre Telescopium Montfort, 1810
- genre Terebralia Swainson, 1840
- genre Trempotamides Dominici & Kowalke, 2014 †
- genre Tympanotonos Schumacher, 1817
- genre Varicipotamides Pacaud & Harzhauser, 2012 †

## Galerie

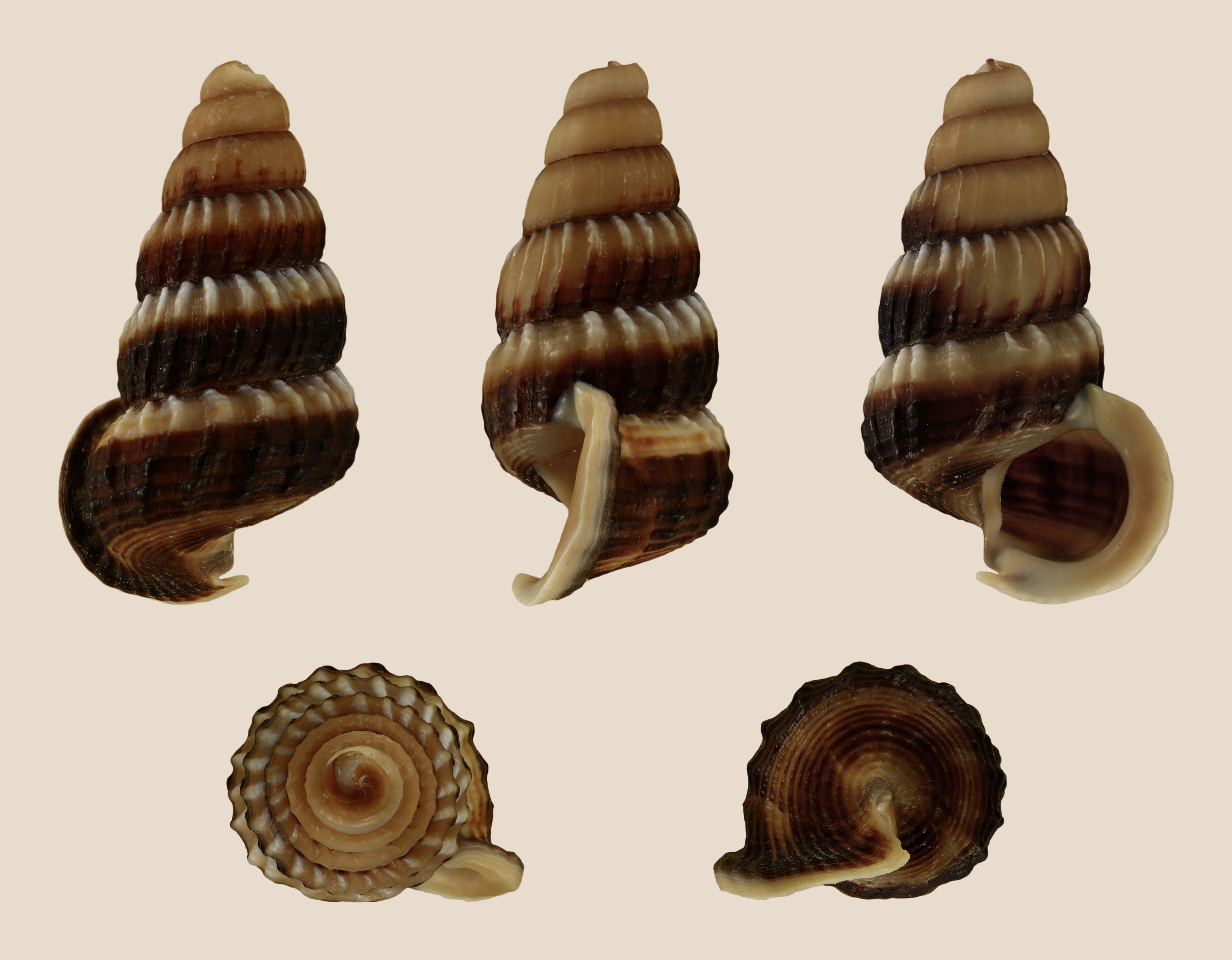
Cerithidea obtusa.
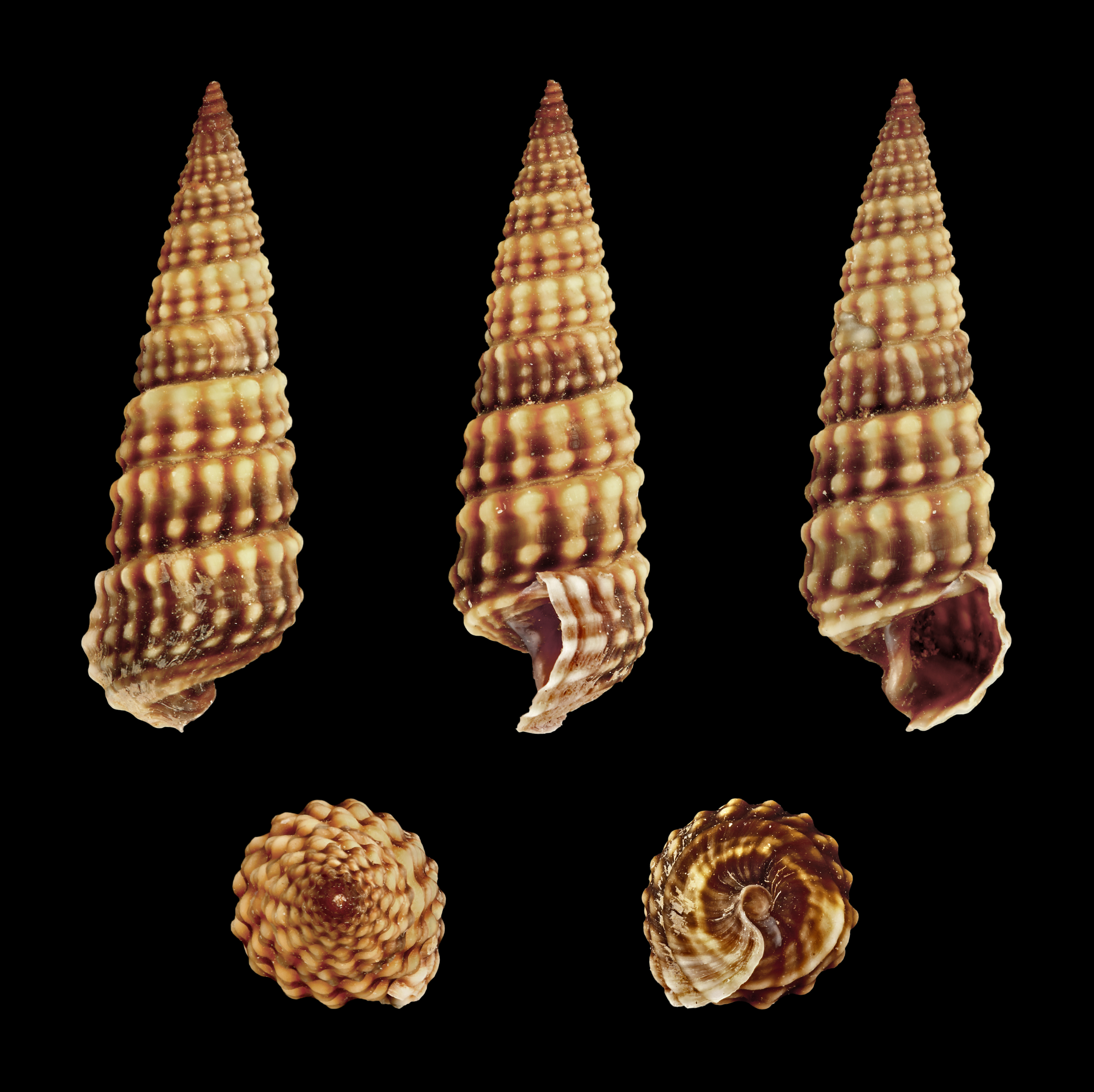
Cerithideopsilla conica.
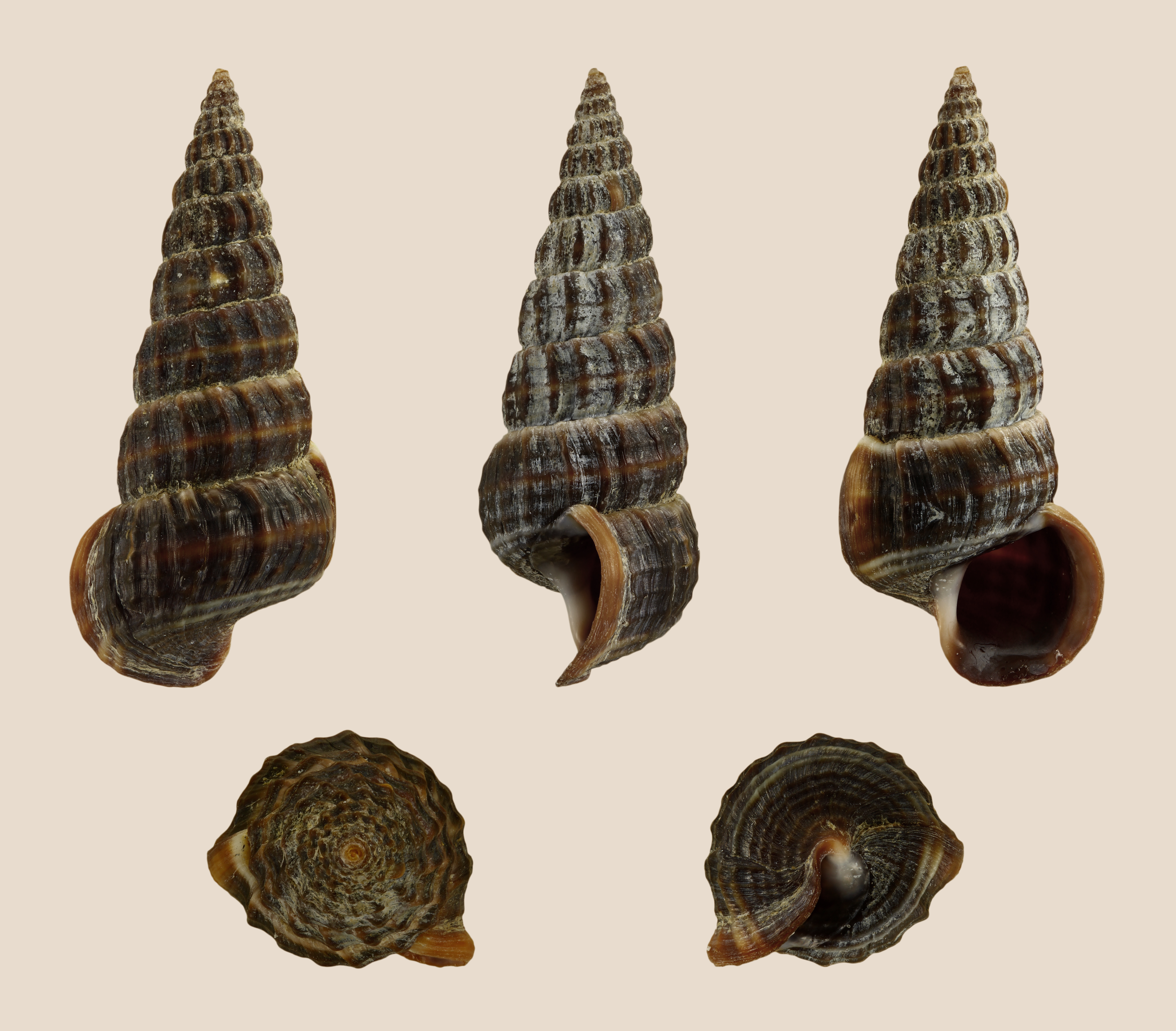
Cerithideopsis californica.
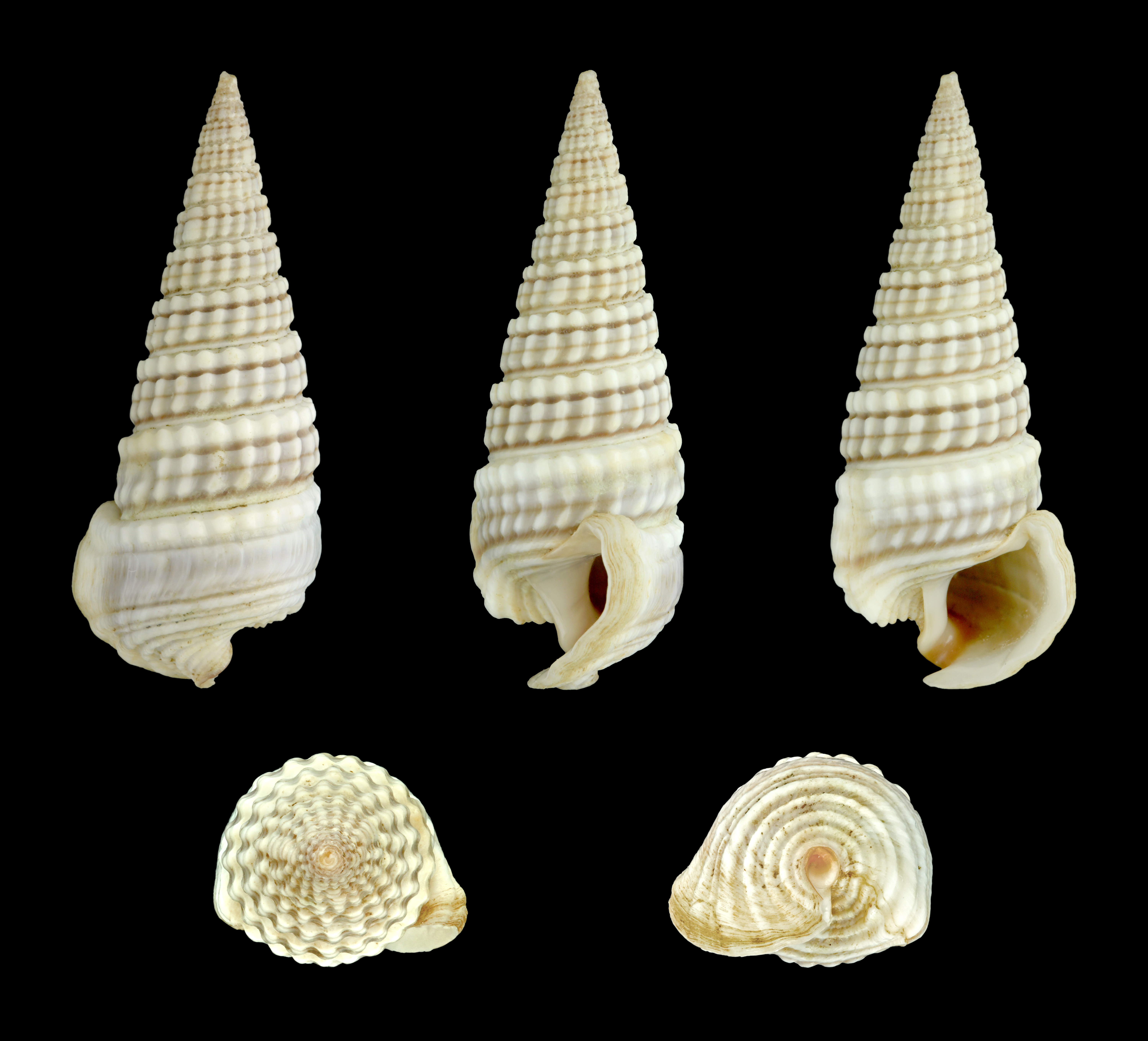
Pirenella cingulata.
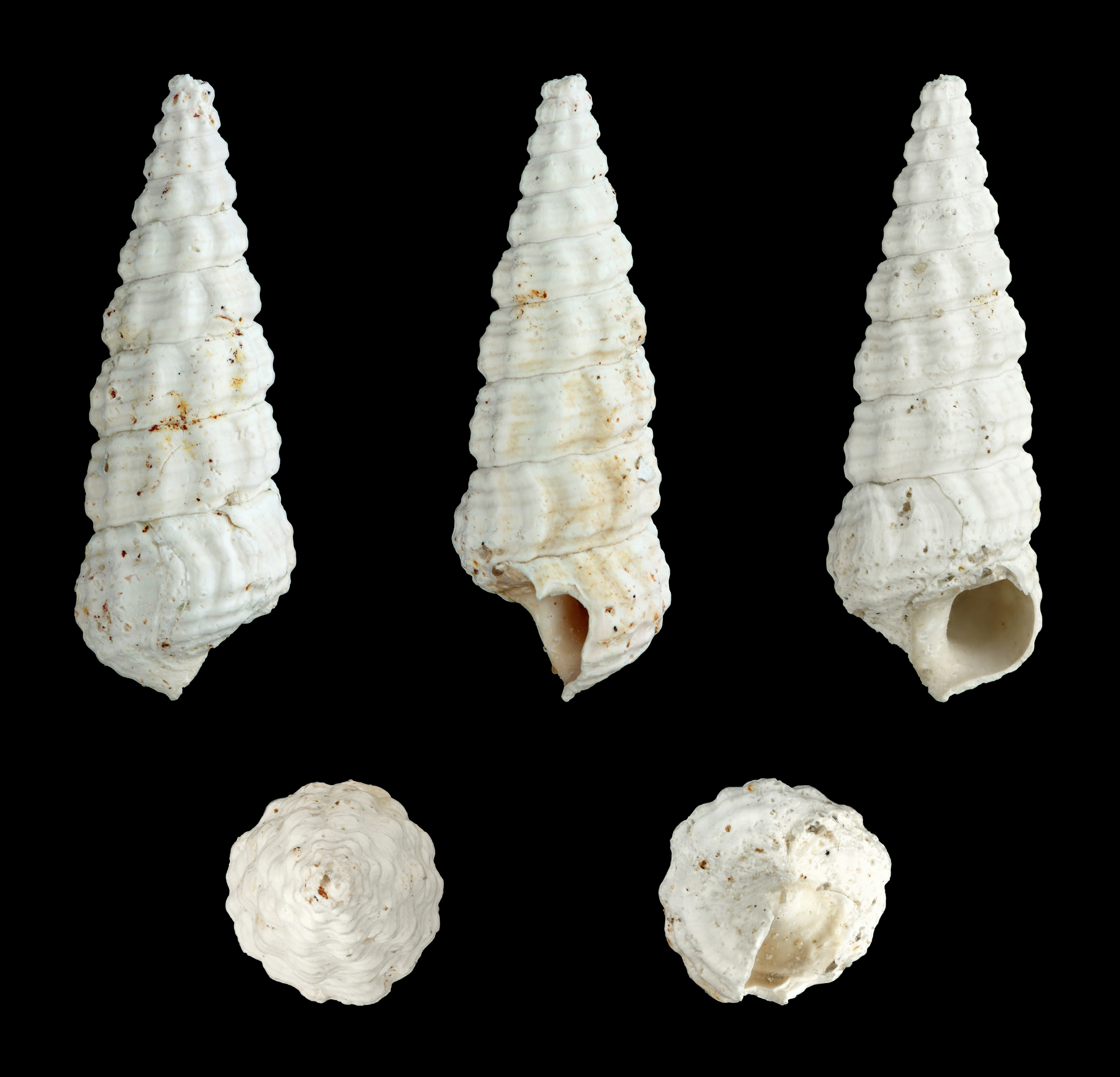
Potamides disjuncta.
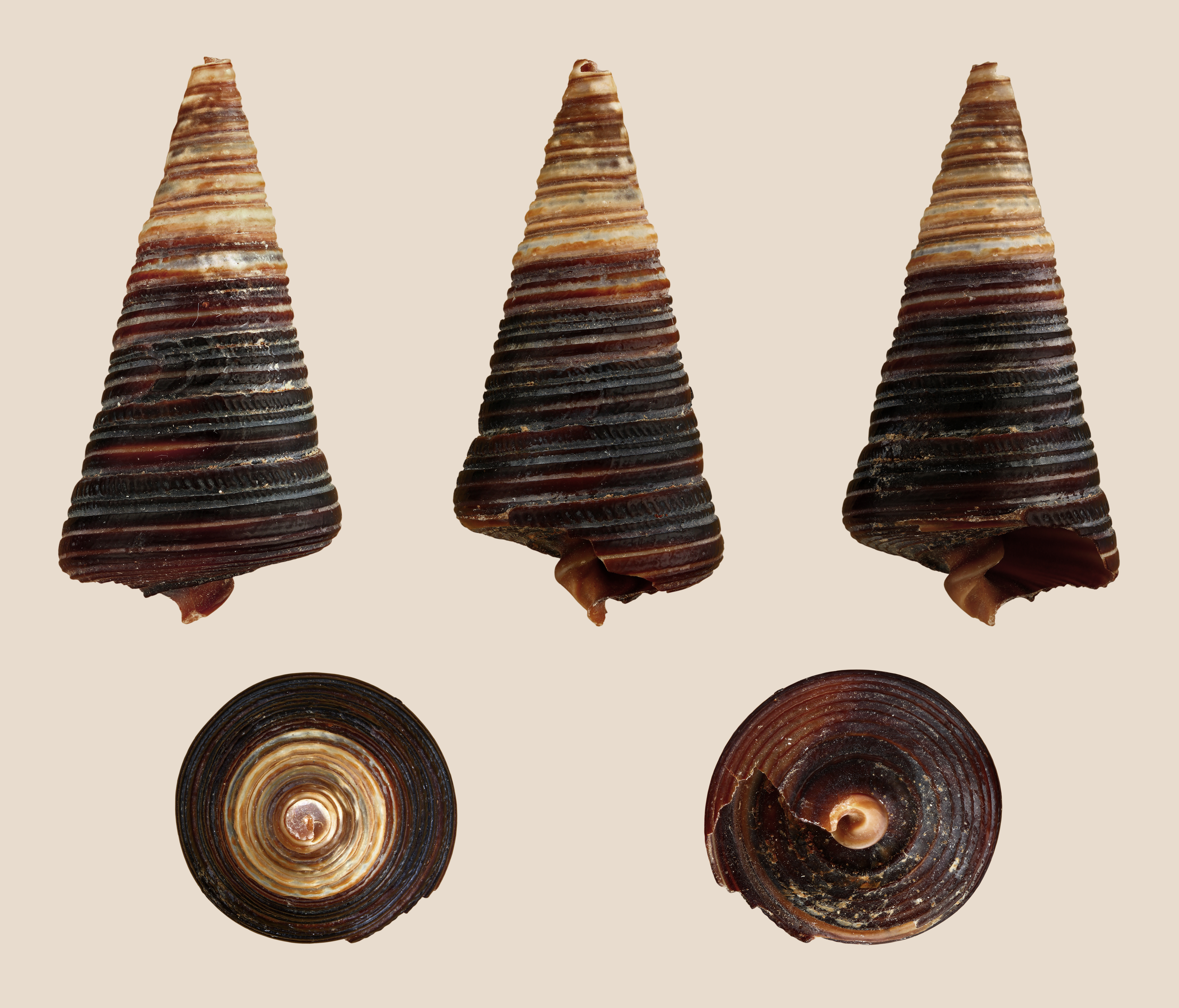
Telescopium telescopium.
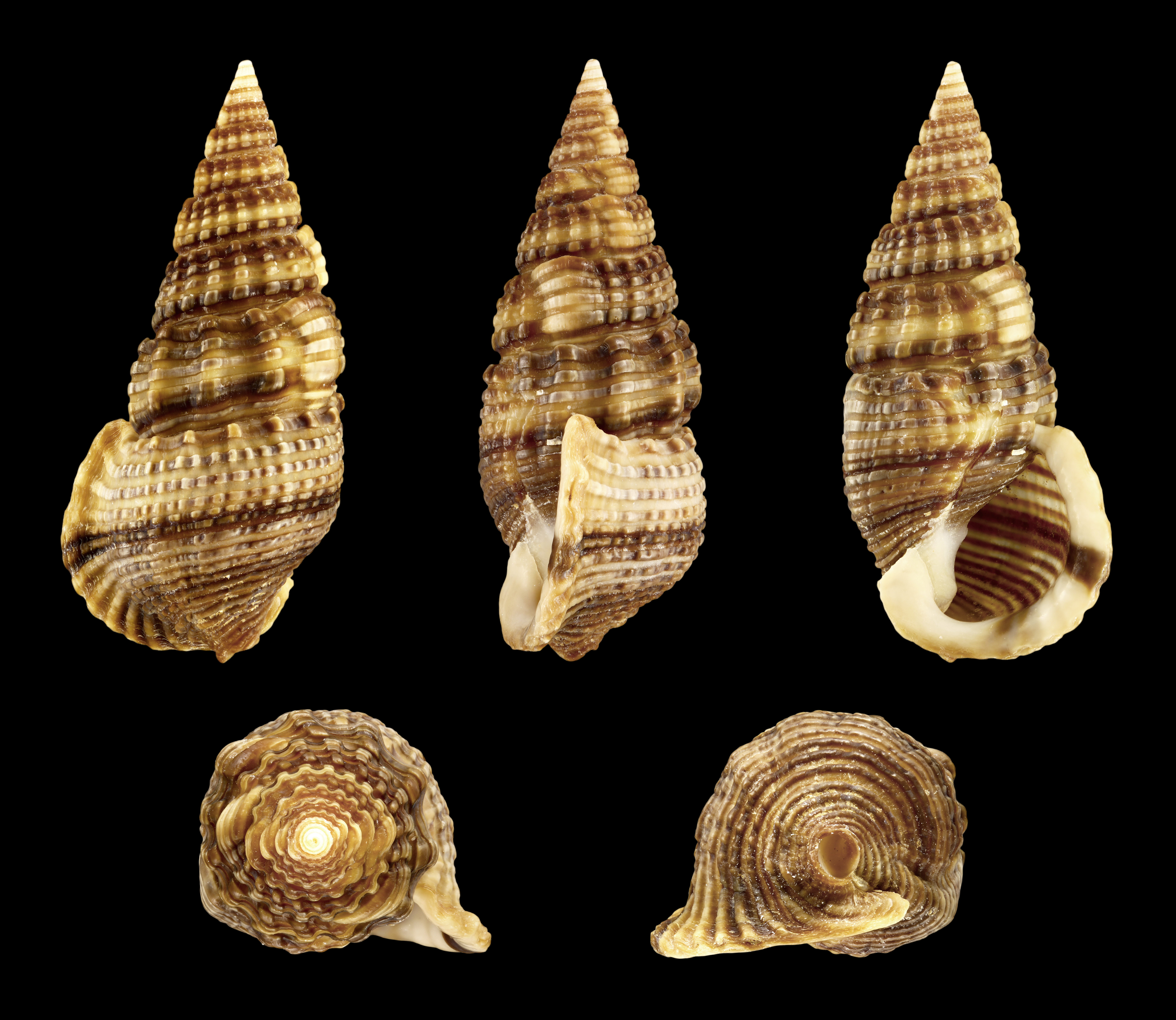
Terebralia sulcata.
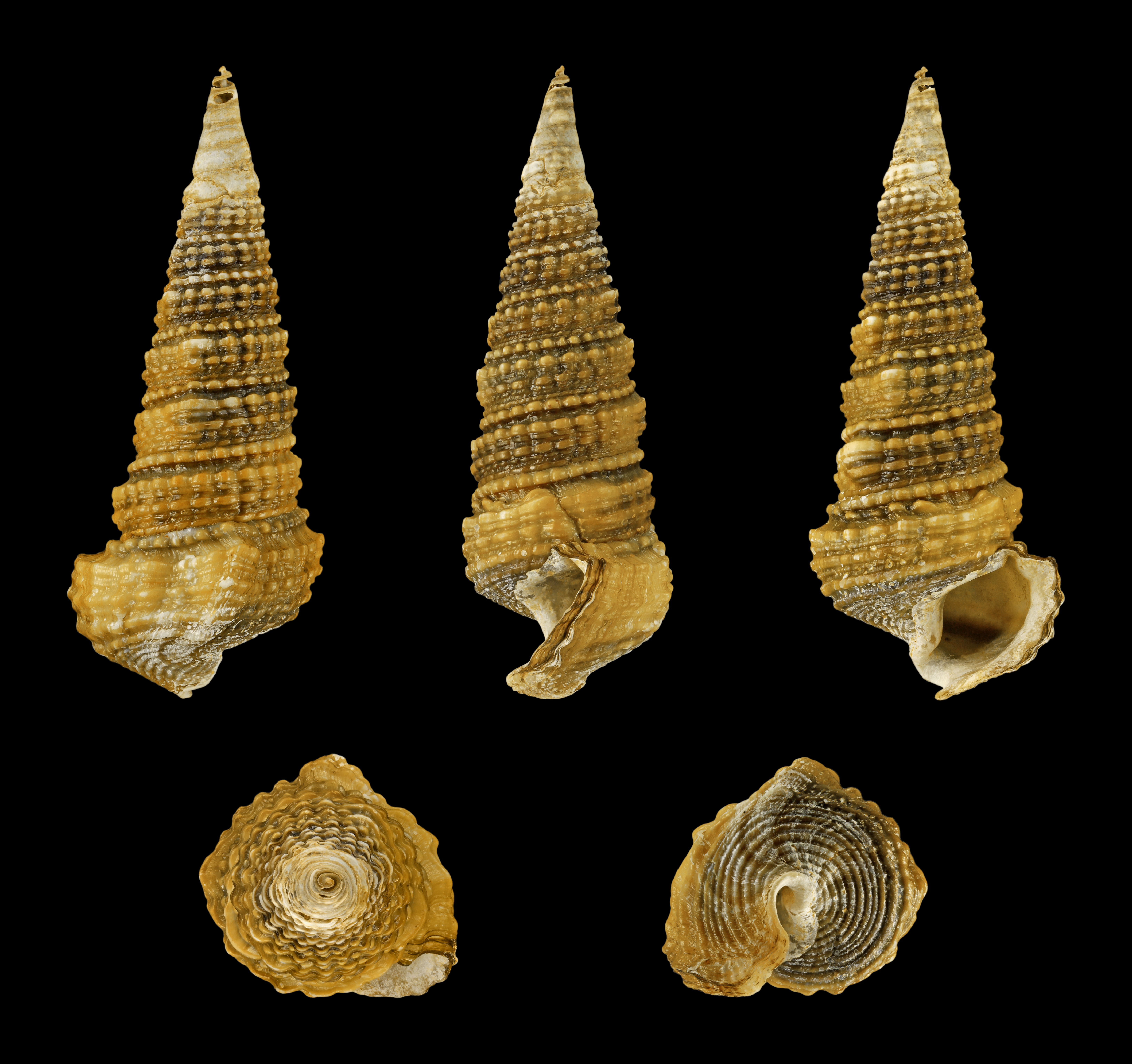
Tympanotonos fuscatus.